# Jones Mountains
Jones Mountains är ett berg i Antarktis. Det ligger i Västantarktis. Inget land gör anspråk på området. Toppen på Jones Mountains är 1 533 meter över havet.
Terrängen runt Jones Mountains är kuperad åt sydost, men åt nordväst är den platt. Trakten är obefolkad. Det finns inga samhällen i närheten. 